# Toivo Antikainen
Toivo Antikainen (ros. Тойво Антикайнен; ur. 8 czerwca 1898 w Helsinkach, zm. 4 października 1941) – fiński działacz socjaldemokratyczny i komunistyczny, radziecki polityk i wojskowy.

## Życiorys
Urodził się w rodzinie robotniczej. W 1915 wstąpił do Socjaldemokratycznej Robotniczej Partii Finlandii, związał się z jej lewym skrzydłem, w 1917 wszedł w skład KC Socjalistycznego Związku Robotniczej Młodzieży Finlandii. Podczas rewolucji w 1918 był sekretarzem Komitetu Wykonawczego Sejmu Robotniczego i jednym z organizatorów Czerwonej Gwardii, po zdławieniu rewolucji wyemigrował do Rosji Radzieckiej, w sierpniu 1918 był delegatem na zjazd założycielski Komunistycznej Partii Finlandii. Był też delegatem na I Wszechrosyjski Zjazd Komsomołu w Moskwie, brał udział w wojnie domowej w Rosji w likwidacji powstania w Kronsztadzie w 1921, a w styczniu 1922 w rozbiciu fińskich interwentów w Karelii, za co został odznaczony Orderem Czerwonego Sztandaru. W 1923 został członkiem KC, a w 1925 Biura Politycznego KC KPF, przez wiele lat kierował nielegalną partią w Finlandii.
6 listopada 1934 został aresztowany przez fińskie władze i skazany na obóz pracy, po zakończeniu wojny zimowej ZSRR z Finlandią został 3 maja 1940 wypuszczony i udał się do ZSRR, gdzie w tym samym roku został deputowanym do Rady Najwyższej ZSRR.
Po ataku Niemiec na ZSRR zmobilizowany do Armii Czerwonej, zginął w wypadku lotniczym podczas wykonywania zadania bojowego.